# Королівство Єке
Королівство Єке (також зване королівством Гаранганзе або Гаренганзе) народу гаранганзе в Катанзі, Демократична Республіка Конго, проіснувало недовго — приблизно з 1856 по 1891 рік за одного короля Мсірі, але на якийсь час воно стало наймогутнішою державою в півдні та контролювала територію близько півмільйона квадратних кілометрів. Королівство Єке також контролювало єдиний торговий шлях через континент зі сходу на захід, оскільки пустеля Калахарі та королівство Лозі на півдні та тропічні ліси Конго на півночі блокували альтернативні маршрути. Королівство Єке досягло цього контролю за рахунок природних ресурсів і сили зброї — Мсірі в основному обмінював мідь Катанги, але також рабів і слонову кістку на порох і вогнепальну зброю — і за рахунок шлюбів. Найбільш важливі союзи були з португало-ангольцями в районі Бенгели, з Тіппу Тібом на півночі і з торговцями ньямвезі та суахілі на сході, а також опосередковано із султаном Занзібара, який контролював торговців східного узбережжя.